# Henrik Moisander
Henrik Moisander (* 29. září 1985, Turku, Finsko) je finský fotbalový brankář, který hraje ve finském klubu TPS Turku. Jeho dvojče Niklas je fotbalovým obráncem.

## Klubová kariéra
Henrik začal svou fotbalovou kariéru ve finském klubu TPS Turku, odkud v roce 2003 přestoupil do Nizozemska. Zde působil do roku 2006 v rezervním týmu AFC Ajaxu. V srpnu 2006 odešel do švédského klubu Assyriska FF.